# Tam Tiến
Tam Tiến là một xã thuộc tỉnh Bắc Ninh, Việt Nam.

## Địa lý
Xã Tam Tiến có vị trí địa lý:
- Phía đông giáp các xã Đồng Kỳ và Yên Thế
- Phía tây giáp các xã Tân Thành, Trại Cau và Kha Sơn, tỉnh Thái Nguyên
- Phía nam giáp các xã Nhã Nam và Quang Trung
- Phía bắc giáp xã Xuân Lương.

Xã Tam Tiến có diện tích 60,34 km², dân số 17.639 người, mật độ dân số đạt 292 người/km².

## Lịch sử
Ngày 16 tháng 6 năm 2025, Ủy ban Thường vụ Quốc hội ban hành Nghị quyết số 1658/NQ-UBTVQH15 của UBTVQH về việc sắp xếp các đơn vị hành chính cấp xã của tỉnh Bắc Ninh năm 2025. Theo đó, sắp xếp toàn bộ diện tích tự nhiên, quy mô dân số của các xã Tiến Thắng, An Thượng và Tam Tiến thành xã mới có tên gọi là xã Tam Tiến.